# 拉斐特号核潜艇
拉斐特号战略核潜艇（UUSS Lafayette (SSBN-616)，简称拉斐特号）是拉斐特级核潜艇的首舰。是美国第三艘以拉斐德侯爵命名的军舰。

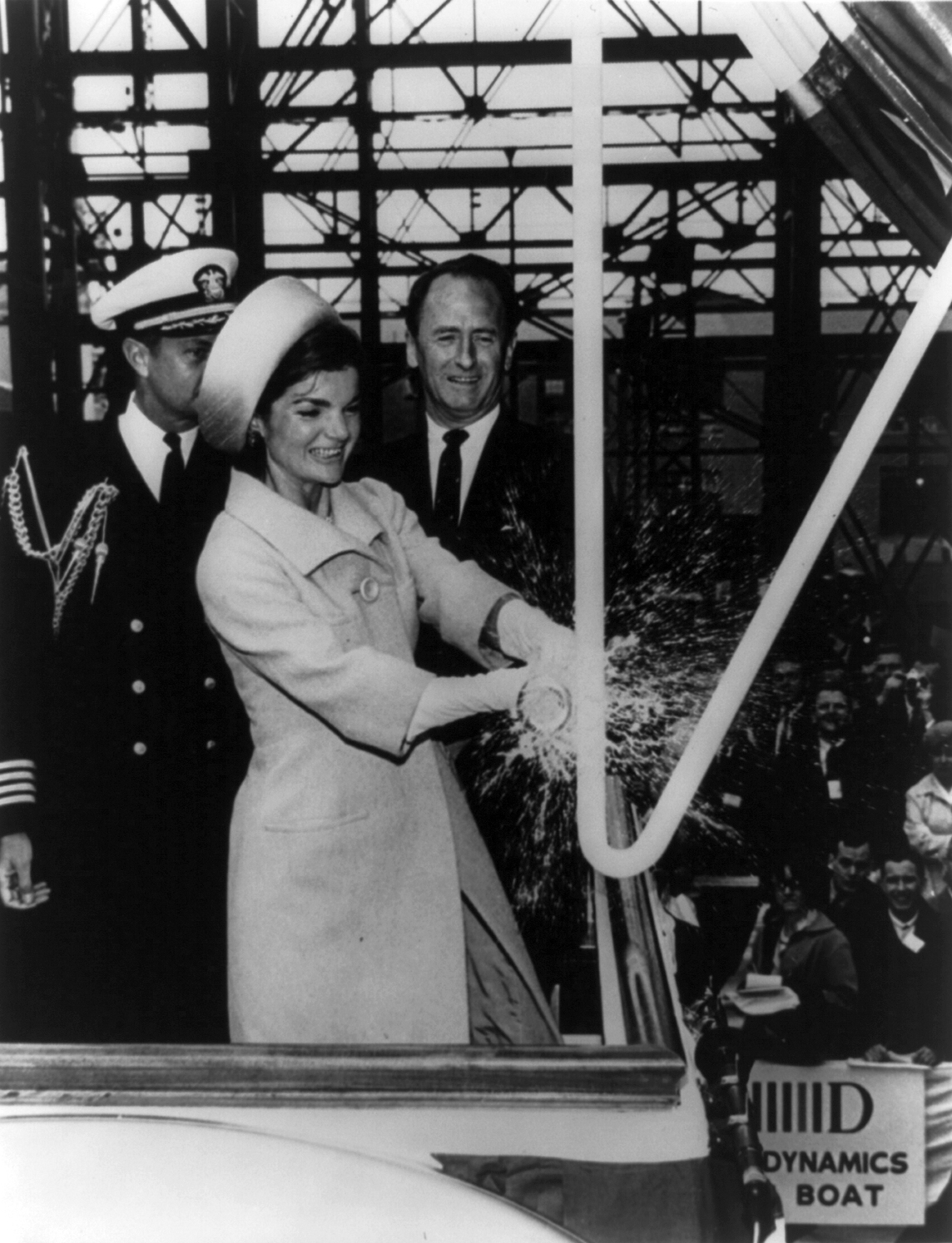
杰奎琳·肯尼迪对拉斐特号进行掷瓶礼

## 退役及结局

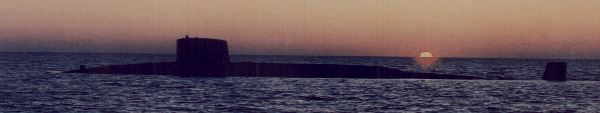
夕阳下的拉斐特号

拉斐特号于1991年8月12日退役。